# Tomaž Petrovič
Tomaž Petrovič, slovenski nogometni trener, * 17. april 1979, Brežice.

## Življenjepis
Tomaž je odraščal v Brestanici. Obiskoval je Osnovno šolo Adama Bohoriča Brestanica. Od januarja 2014 je bil trener Krškega Po koncu sezone 2014/15 pa je postal prvak 2 SNL z ekipo Krškega. Med letoma 2021 in 2022 je bil trener mladinske (U19) ekipe Maribora.